# Эш против зловещих мертвецов
«Эш про́тив злове́щих мертвецо́в» (англ. Ash vs. Evil Dead) — американский телесериал в жанре чёрной комедии, премьера которого состоялась на телеканале Starz 31 октября 2015 года. Сериал входит во франшизу «зловещих мертвецов». Его создателями, как и трилогии фильмов, являются братья Сэм и Айван Рэйми, а также Том Спезиали. Главную роль Эша Уильямса исполнил Брюс Кэмпбелл. Сюжет сериала учитывает историю «Армии тьмы», однако из-за проблем с авторскими правами события фильма упоминаются только во втором сезоне. 7 октября 2016 года канал Starz продлил телесериал на третий сезон, премьера которого состоялась 25 февраля 2018 года. 20 апреля 2018 года стало известно о закрытии сериала после третьего сезона.
Премьера всех сезонов на российском телевидении — 3, 4 и 5 января 2020 года на телеканале «Настоящее страшное телевидение».

## Сюжет

### Первый сезон
Проходит 30 лет после событий трилогии, Эш Уильямс проживает в маленьком городке, в своем трейлере, работает в обычном супермаркете. Эш отправляется в бар, где встречает девушку, после чего они напиваются и приезжают к нему домой. Эш читает заклинание из Некрономикона и пробуждает зло.
На следующий день Эш замечает странности, ему мерещится, что соседка превращается в демона.
Он решает уехать из города и приходит в магазин за зарплатой, но начальник заставляет его отработать целый день. Эш решает поговорить со своим сотрудником Пабло, он говорит ему о событиях в той зловещей хижине, где когда-то лишился своей девушки и своей руки. Пабло знакомит Эша с Келли, новенькой работницей и его подругой. Эш приезжает в свой трейлер, вслед за ним приезжают Пабло и Келли, но на них нападает одержимый дедайтами садовник. Эш убивает его из дробовика. На Эша нападает одержимая соседка, которую он убивает бензопилой. Келли просит Эша отдать ей книгу зла, так как думает, что её мать Сьюзи захватили темные силы и теперь её отцу грозит опасность, но Эш не соглашается. Келли решает похитить книгу и едет домой, Эш и Пабло идут за ней. Одержимая Сьюзи убивает отца Келли, и Эшу приходится её убить. Келли решает отправиться вместе с Эшем и Пабло к одному продавцу антиквариата, который может прочесть книгу. Продавец решает призвать демона, чтобы спросить его, как можно избавиться от зла из книги. Но демон выходит из-под контроля и убивает продавца. Чтобы найти ответы, герои решают отправиться к дяде Пабло — Брухо. Он советует Эшу похоронить книгу там, где он начал свой путь борца с демонами. Демон, которого призвал продавец, вселяется в Келли, затем убивает Брухо. Эша преследует сотрудник полиции Аманда Фишер, чьего напарника убила одержимая дедайтами девушка, в присутствии которой Эш и читал Некрономикон. Аманда находит Эша и арестовывает его, на них нападают одержимые дедайтами, но Эш убивает их, и Аманда решает присоединиться к ним.
Тем временем их преследует женщина по имени Руби Ноуби, у неё есть отрубленная рука Эша. Эш, Пабло, Келли и Аманда приходят к той самой хижине и обнаруживают, что рука прибыла в хижину и отрастила тело. «Злой Эш» нападает на Аманду и убивает её, после нападает на самого Эша, но тот расчленяет его. Одержимая демонами Аманда нападает на троицу, но их спасает Руби. Она говорит, что хоронить книгу бесполезно и предлагает в ходе обряда срезать лицо с книги. Эш соглашается на это. Руби заявляет, что это она написала книгу зла. Руби вместе с Пабло отправляется в подвал, её план состоит в том, чтобы через тело Пабло выпустить своих детей. Эш ранит Руби, но она предлагает сделку: Эш, Пабло и Келли отправляются в город Джексонвилл (в молодости Эш мечтал туда съездить), а она будет контролировать зло. Эш соглашается.

### Второй сезон
Эшу недолго удаётся наслаждаться выбитым у его врагов перемирием. Зло врывается на его вечеринку, превратив большую часть гостей в дедайтов. В итоге ему приходится вернуться в родной город Элк-Гров штата Мичиган. Как оказалось, Руби не просто автор Некрономикона: она также была одной из так называемых Тёмных, но предала их, и теперь они жаждут расправы над ней, а единственный, кто может им помешать, — это, конечно же, Эш. Проблема ещё и в том, что в родном городе Эш имеет не самую добрую славу из-за событий тридцатилетней давности, поэтому обыватели сторонятся его, особенно когда с его появлением в городе опять начинают погибать люди. Так, зло, вселившись в автомобиль Эша, убивает его отца, с которым Эш только-только примирился, затем возвращается его сестра Шерил, погибшая в первом фильме, и убивает старого приятеля Эша. Наконец, злые силы упекают Эша в психиатрическую больницу и пытаются внушить ему, что всё происходящее с ним — это его психическое заболевание. Келли и Пабло спасают Эша, но при этом погибает Пабло. Тогда Эш и Келли, объединившись с Руби, решаются на отчаянный шаг — они перемещаются в 1980 год, чтобы не дать профессору Ноуби изучить Некрономикон. Отчасти их миссия заканчивается успехом. Эш убивает демоническую жену профессора, которая была заперта им в подвале, возвращает правую руку и оживляет Пабло, но из-за вмешательства Тёмного по имени Баал и Руби этого времени опять остаётся без руки. Кроме того, молодая Руби убивает себя старую, а также пытавшегося сбежать с Некрономиконом профессора. Приложив огромные усилия, Эш и его товарищи побеждают Кейна, разрушают проклятую хижину и возвращаются в своё время, где их чествуют как героев. Здесь за ними следит Руби. А позже некие подростки опять находят Некрономикон.

### Третий сезон
Некоторое время спустя Эш, пользуясь своей славой, открывает в Элк-Грове хозяйственный универмаг. Пабло ему помогает, а Келли работает официанткой в другом городе. Здесь выясняется, что у Эша есть дочь Бренди, от одной из его многочисленных любовниц. Помимо этого, он же ещё и почётный донор спермы в городе. Весь этот ритм спокойной жизни нарушается, когда Некрономикон попадает в руки журналистов. Во время репортажа ведущий опрометчиво произносит заклинание, тем самым погубив всех членов съёмочной группы, а его самого убивает Руби. Цель у этой Руби более серьёзная, она должна не только устранить Эша, но и не дать появиться его потомству. Также она должна вывести в мир живых свою сестру Каю. Эш тем временем пытается наладить отношения со своей обретённой дочерью, которая совсем не в восторге, что её отец мало того что известен как маньяк, так ещё и болван. Тем временем зло снова бесчинствует на улицах города. Погибает мама Бренди, Эш ухитряется устроить переполох на её похоронах, затем вернулся из мёртвых отец Эша, которого последний вынужден убить на глазах у Бренди. Тем временем Руби под видом школьного психолога пытается настроить Бренди против отца, а заодно растит демонического ребёнка, который вскоре вырастает в копию Эша. Пока Эш и Пабло пытаются решить, что делать, к ним присоединяется Келли, которая привозит с собой кандарский кинжал и незнакомца, который представляется шумерским рыцарем и говорит, что его орден считает Эша избранным. Позже к Эшу приходит призрак его отца, который признаётся, что случайно убил одного такого «рыцаря» и сбросил его труп в подвал магазина. Эш, удивлённый, что в его магазине, оказывается, есть подвал, спускается туда и находит труп рыцаря и вырванные страницы Некрономикона. Тем временем Келли и рыцарь ищут Руби, чтобы покончить с ней, но на них нападают дедайты и рыцарь погибает. Эш тоже решает разобраться с Руби и оставив Бренди под охраной Келли отправляется её искать. Вскоре на них нападает одержимый демоном Пабло, которого девушкам с трудом удаётся одолеть и вернуть в норму. После чего появляются ещё шумерские рыцари. Они объясняют Эшу, что в его подвале оказывается портал из загробного мира, а открыть его может Пабло, на теле которого в прошлом сезоне отпечатались некоторые главы Некрономикона. Вся компания едет в магазин Эша, так как рыцари рассчитывают победить Тёмных в их логове. Пабло смог открыть портал, но рыцари не справились и погибли, войдя туда. Тем временем выращенный Руби двойник Эша идёт на школьный бал и устраивает там переполох. Келли в одиночку пытается победить Руби, но та убивает её кандарским кинжалом, а в её тело вселяет Каю. Эш спешит в школу, где его двойник уже успел перебить многих учеников. Бренди, видя это снова сомневается в отце, пока двойник и оригинал не сходятся в схватке. В итоге Эш побеждает двойника. Раздосадованная Руби пытается убить его, но Бренди попадает под удар, заслонив его собой. Эш, не желая мириться с потерей дочери, заставляет Пабло убить себя и попадает в загробный мир. Ему удаётся вернуться самому и вернуть Бренди в мир живых, но Келли приходится оставить в загробном мире, пока в её теле Кая. Воскреснув, Эш, Пабло и Бренди отправляются к Руби, а в это время Тёмные прорвались в мир живых, земля подвергается нападению нечисти со всех сторон, причём чудовища от сопротивления людей становятся только сильнее. Эш отправляет Бренди вместе с Пабло и воскрешённой Келли в безопасное место, а сам остаётся, чтобы дать Тёмным бой.

## В ролях

### Основной состав
- Брюс Кэмпбелл — Эшли Джей Уильямс, главный герой сериала, единственный выживший из хижины, куда 30 лет назад он отправился с друзьями, прочтя текст из Некрономикона и убил их, после превращения в дедайтов.
- Рэй Сантьяго[англ.] — Пабло Симон Боливар, работник магазина S-Mart, коллега Эша.
- Дана Делоренцо — Келли Максвелл, работник магазина S-Mart, коллега Эша.
- Джилл Мари Джонс — Аманда Фишер, обычный полицейский детектив.
- Люси Лоулесс — Руби Ноуби, сестра Энни из второго фильма, дочь профессора Ноуби и его жены Генриетты, бывшая демоническая жена Баала, написавшая Некрономикон Экс Мортис.
- Мишель Хёрд — Линда Бэйтс-Эмери, школьная подружка Эша, жена шерифа Томаса Эмери, мать Лэйси.
- Тед Рэйми — Чет Камински, старый друг Эша по школе.
- Пепи Сонуга — Лэйси Эмери, 21-летняя дочь Томаса и Линды.
- Ариэль О’Нилл — Брэнди Барр, дочь Эша Уильямса и Кэндис Барр.
- Линдсэй Фаррис — Далтон, один из членов Шумерских рыцарей.

### Второстепенный состав
- Самара Уивинг — Хэзер, единственная выжившая из походной группы.
- Хемки Мадера[англ.] — Брухо, дядя Пабло.
- Ли Мэйджорс — Брок Уильямс, отец Эша и Шерил.
- Стивен Ловатт[англ.] — Томас Эмери, муж Линды, отец Лэйси, над которым Эш любил издеваться в школе, шериф Эльк-Гроува.
- Джоэл Тобек[англ.] — Баал, демонический бывший муж Руби.
- Мими Роджерс — Сьюзи Максвелл, мать Келли, погибшая в автокатастрофе, дедайт.
- Дэмиен Гарви — мистер Ропер, начальник Эша, Пабло и Келли на работе.
- Марисса Стотт — Люси, татуировщица.
- Фил Пелетон — отец Келли.
- Сара Уэст — Таня, студентка профессора Ноуби.
- Бен Френшам — Элигос, демон, призванный Эшем из Некрономикона с целью узнать, как уничтожить зло.
- Келсон Хендерсон — Лионель Хавкинс, владелец библиотеки, который знает язык Некрономикона.
- Джереми Диллон (голос) — Эши-Слэши, кукла, на время овладевшая правой рукой Эша.
- Сиан Дэвис — Вивиан Джонсон, соседка Эша.
- Кармен Дункан — Лилиан Пендерграсс, учительница Эша по физкультуре, умершая от пневмонии, дедайт.
- Ребекка Фаррелл — Линда, бывшая девушка Эша, погибшая в хижине 30 лет назад после превращения в дедайта.
- Эллен Сэндвайсс — Шерил Уильямс, младшая сестра Эша, ставшая первой жертвой мертвецов в хижине 30 лет назад.
- Николас Хоуп[англ.] — профессор Рэймонд Ноуби, муж Генриетты, отец Руби.
- Элисон Куиган[англ.] (нормальная форма) и Тед Рэйми (форма дедайта) — Генриетта Ноуби, жена профессора Ноуби, мать Руби.
- Элли Галл — Рэйчел Мэннинг, школьная подруга Брэнди.
- Катрина Хоббс — Кэндис Барр, жена Эша Уильямса, мать Брэнди.
- Эмилия Бёрнс — Зоя, одна из членов Шумерских рыцарей.
- Челси Престон-Крейфорд — Кайя, бывший член Шумерских рыцарей, демоница, помогавшая Руби отозвать «тёмных», некоторое время была в теле Келли.

## Производство
В 2014 году на фестивале San Diego Comic-Con International было объявлено, что режиссёр Сэм Рейми работает над сериалом о «зловещих мертвецах». Из-за нерешённых правовых вопросов в сериале не упоминаются третий фильм «Армия тьмы» и магазин «S-Mart», в котором работал Эш. В интервью Кэмбелл объяснил, что канал Starz был единственным, который позволил сделать сериал без ограничений по рейтингу.
Съёмки сериала начались весной 2015 в Новой Зеландии. Режиссёром первого эпизода стал Сэм Рейми. Следом было снято ещё 9 30-минутных серий. Первый видеоролик был продемонстрирован на фестивале Комик-Кон 11 июля 2015.
20 апреля 2018 года было объявлено о закрытии сериала после третьего сезона.

## Трансляция
45-минутный пилот был показан 31 октября 2015, в ночь на Хеллоуин. Через три дня сериал был продлён на второй сезон, премьера которого должна состояться 2 октября. Первый сезон вышел на Blu-ray 22 августа 2016.
В России сериал транслирует компания «Амедиа». Перевод и озвучивание выполнены как в собственном варианте, так и в варианте Дмитрия Пучкова. На телевидении в России сериал транслировал телеканал «Настоящее страшное телевидение».

## Сезоны
| Сезон | Сезон | Эпизоды | Оригинальная дата показа | Оригинальная дата показа |
| Сезон | Сезон | Эпизоды | Премьера сезона          | Финал сезона             |
| ----- | ----- | ------- | ------------------------ | ------------------------ |
|       | 1     | 10      | 31 октября 2015          | 2 января 2016            |
|       | 2     | 10      | 2 октября 2016           | 11 декабря 2016          |
|       | 3     | 10      | 25 февраля 2018          | 29 апреля 2018           |

## Эпизоды

### Сезон 1(2015—2016)
| № общий | № в сезоне | Название                                  | Режиссёр          | Автор сценария                            | Дата премьеры   | Зрители в США (млн) |
| ------- | ---------- | ----------------------------------------- | ----------------- | ----------------------------------------- | --------------- | ------------------- |
| 1       | 1          | «Эль Хефе» «El Jefe»                      | Сэм Рэйми         | Сэм Рэйми, Айван Рэйми и Том Спезиали     | 31 октября 2015 | 0,437               |
| 2       | 2          | «Наживка» «Bait»                          | Майкл Дж. Бассетт | Доминик Диркес                            | 7 ноября 2015   | 0,276               |
| 3       | 3          | «Книги за гранью» «Books from Beyond»     | Майкл Дж. Бассетт | Шон Клементс                              | 14 ноября 2015  | 0,383               |
| 4       | 4          | «Брухо» «Brujo»                           | Дэвид Фрэйзи      | Джеймс И. Иган                            | 21 ноября 2015  | 0,448               |
| 5       | 5          | «Носитель» «The Devils Inside» «The Host» | Дэвид Фрэйзи      | Зоуи Грин                                 | 28 ноября 2015  | 0,430               |
| 6       | 6          | «Убийца убийц» «The Killer of Killers»    | Майкл Хёрст       | Нэйт Крокер                               | 5 декабря 2015  | 0,402               |
| 7       | 7          | «Сейчас рванёт» «Fire in the Hole»        | Майкл Хёрст       | Шон Клементс, Доминик Дьеркс, Айван Рэйми | 12 декабря 2015 | 0,452               |
| 8       | 8          | «Одинаковы с лица» «Ashes to Ashes»       | Тони Тилс         | Майкл Дж. Бассетт                         | 19 декабря 2015 | 0,465               |
| 9       | 9          | «Связаны плотью» «Bound in the Flesh»     | Тони Тилс         | Роб Райт                                  | 26 декабря 2015 | 0,343               |
| 10      | 10         | «Тёмная» «The Dark One»                   | Рик Джейкобсон    | Крейг Дигрегорио                          | 2 января 2016   | 0,508               |

### Сезон 2(2016)
Сезон был впервые показан онлайн 27 сентября 2016 года. Дата начала ТВ трансляции — 2 октября 2016 года.
| № общий | № в сезоне | Название                            | Режиссёр          | Автор сценария               | Дата премьеры                                         | Зрители в США (млн) |
| ------- | ---------- | ----------------------------------- | ----------------- | ---------------------------- | ----------------------------------------------------- | ------------------- |
| 11      | 1          | «Дом» «Home»                        | Рик Джейкобсон    | Крэйг Дигрегорио             | 27 сентября 2016 (онлайн) 2 октября 2016 (трансляция) | 0,436               |
| 12      | 2          | «Морг» «The Morgue»                 | Тони Тилс         | Кэмерон Уэлш                 | 9 октября 2016                                        | 0,333               |
| 13      | 3          | «Заказ перед закрытием» «Last Call» | Тони Тилс         | Ноэль Вальдивия              | 16 октября 2016                                       | 0,321               |
| 14      | 4          | «Пьяное вождение» «DUI»             | Майкл Дж. Бассетт | Айван Рэйми                  | 23 октября 2016                                       | 0,274               |
| 15      | 5          | «Заключение» «Confinement»          | Майкл Дж. Бассетт | Уильям Бромелл               | 30 октября 2016                                       | 0,274               |
| 16      | 6          | «В ловушке» «Trapped Inside»        | Марк Бизли        | Джеймс Э. Иган               | 6 ноября 2016                                         | 0,330               |
| 17      | 7          | «Иллюзия» «Delusion»                | Марк Бизли        | Хэнк Чилтон                  | 13 ноября 2016                                        | 0,337               |
| 18      | 8          | «Эш — всех зарежь» «Ashy Slashy»    | Тони Тилс         | Сюзанн Кейлли и Аарон Лэм    | 20 ноября 2016                                        | 0,237               |
| 19      | 9          | «Снова в доме» «Home Again»         | Рик Джейкобсон    | Дженнифер Эймс и Стив Тёрнер | 4 декабря 2016                                        | 0,266               |
| 20      | 10         | «Второе пришествие» «Second Coming» | Рик Джейкобсон    | Люк Калто                    | 12 декабря 2016                                       | 0,269               |

### Сезон 3(2018)
| № общий | № в сезоне | Название                                     | Режиссёр                    | Автор сценария | Дата премьеры   | Зрители в США (млн) |
| ------- | ---------- | -------------------------------------------- | --------------------------- | -------------- | --------------- | ------------------- |
| 21      | 1          | «Семья» «Family»                             | Марк Бисли                  | Марк Верхайден | 25 февраля 2018 | 0.225               |
| 22      | 2          | «Третья кабинка» «Booth Three»               | Марк Бисли                  | Роб Фреско     | 4 марта 2018    | 0.171               |
| 23      | 3          | «Вроде бы мертва» «Apparently Dead»          | Диего и Андрес Меза-Вальдес | Айван Рэйми    | 11 марта 2018   | 0.160               |
| 24      | 4          | «Незавершённое дело» «Unfinished Business»   | Дэниэл Неттхейм             | Ники Палуга    | 18 марта 2018   | 0.176               |
| 25      | 5          | «Защита от ребёнка» «Baby Proof»             | Дэниэл Неттхейм             | Люк Калто      | 25 марта 2018   | 0.179               |
| 26      | 6          | «Байки из разлома» «Tales from the Rift»     | Риган Холл                  | Аарон Лам      | 1 апреля 2018   | 0.196               |
| 27      | 7          | «Крутись и кричи» «Twist and Shout»          | Марк Бисли                  | Кейтлин Мирес  | 8 апреля 2018   | 0.136               |
| 28      | 8          | «Трещит по швам» «Rifting Apart»             | Марк Бисли                  | Брайан Хилл    | 15 апреля 2018  | 0.175               |
| 29      | 9          | «Судный день» «Judgement Day»                | Рик Джейкобсон              | Рик Джейкобсон | 22 апреля 2018  | 0.130               |
| 30      | 10         | «Испытание на прочность» «The Mettle of Man» | Рик Джейкобсон              | Рик Джейкобсон | 29 апреля 2018  | 0.174               |

## Отзывы критиков
Критики остались довольны сериалом. По данным портала Rotten Tomatoes, 98 % рецензий на первый сезон были положительными, по данным Metacritic — 75 %. В России о первом сезоне сериала положительно отзывались издания Film.ru и «Мир фантастики». Рецензенты отметили отличный чёрный юмор и жестокость сериала и хорошую игру актёров, особенно Брюса Кэмпбелла.
Сериал номинирован на премию «Сатурн» за лучший сериал в жанре ужасов и лучшую мужскую роль (Брюс Кэмпбелл).

## Награды и номинации
| Год  | Награда                            | Категория                                       | Номинант                                      | Результат |
| ---- | ---------------------------------- | ----------------------------------------------- | --------------------------------------------- | --------- |
| 2016 | Fangoria Chainsaw Awards           | Лучший телесериал                               | Эш против зловещих мертвецов                  | Победа    |
| 2016 | Fangoria Chainsaw Awards           | Лучший актёр телесериала                        | Брюс Кэмпбелл                                 | Победа    |
| 2016 | Fangoria Chainsaw Awards           | Лучшая женская роль второго плана в телесериале | Дана Делоренцо                                | Номинация |
| 2016 | Сатурн                             | Лучший телевизионный фильм ужасов               | Эш против зловещих мертвецов                  | Номинация |
| 2016 | Сатурн                             | Лучший актёр телесериала                        | Брюс Кэмпбелл                                 | Победа    |
| 2016 | Rondo Hatton Classic Horror Awards | Best TV Presentation                            | Эш против зловещих мертвецов (эпизод «Брухо») | Победа    |

## Музыка
Композитор оригинальных фильмов Джозеф Лодука вернулся, чтобы написать музыку для сериала. Помимо оригинальных композиций в фильме использованы и другие музыкальные произведения.
Список песен, использованных в сериале.
| Название                                     | Исполнитель                 | Когда играет                                                                    | Серия                                     |
| -------------------------------------------- | --------------------------- | ------------------------------------------------------------------------------- | ----------------------------------------- |
| Space Truckin' (1997 Remix)                  | Deep Purple                 | Начало серии                                                                    | 1. «Эль Хефе»                             |
| End Of The Line                              | Frijid Pink                 | Сцена флэшбека                                                                  | 1. «Эль Хефе»                             |
| Journey to the Center of the Mind            | Amboy Dukes                 | Сцена с пилой и титры                                                           | 1. «Эль Хефе»                             |
| Highway Star (1997 Remix)                    | Deep Purple                 | Драка в машине                                                                  | 2. «Наживка»                              |
| Knife-Edge                                   | Emerson, Lake & Palmer      | Титры                                                                           | 2. «Наживка»                              |
| Loose                                        | The Stooges                 | Титры                                                                           | 3. «Книги за гранью»                      |
| Midnight Rider                               | The Allman Brothers Band    | Сцена поездки                                                                   | 4. «Брухо»                                |
| Here I Go Again                              | Whitesnake                  | Наркотический трип                                                              | 4. «Брухо»                                |
| Free Your Mind and Your Ass Will Follow      | Funkadelic                  | Титры                                                                           | 4. «Брухо»                                |
| Down by the Water                            | PJ Harvey                   | Сцена в машине                                                                  | 5. «Носитель»                             |
| Is It My Body                                | Alice Cooper                | Сцена с бонго                                                                   | 5. «Носитель»                             |
| Stranglehold                                 | Ted Nugent                  | Титры                                                                           | 5. «Носитель»                             |
| Be My Lover                                  | Alice Cooper                | Драка в туалете                                                                 | 6. «Убийца убийц»                         |
| All My Ex’s Live in Texas                    | Whitey Shafer               | Эш обедает                                                                      | 6. «Убийца убийц»                         |
| Freakin' Out                                 | Death                       | Бойня в забегаловке                                                             | 6. «Убийца убийц»                         |
| Renegade                                     | Styx                        | Титры                                                                           | 6. «Убийца убийц»                         |
| Time Has Come Today                          | Bootsy Collins              | Титры                                                                           | 7. «Сейчас рванёт»                        |
| The Two of Us Together                       | Don Gibson and Sue Thompson | Титры                                                                           | 8. «Одинаковы с лица»                     |
| Just the Two of Us                           | Bill Withers                | Распиливание клона                                                              | 9. «Связаны плотью»                       |
| I Could Write a Book                         | Dinah Washington            | Титры                                                                           | 9. «Связаны плотью»                       |
| End Of The Line                              | Frijid Pink                 | Сцена в трейлере                                                                | 10. «Тёмная»                              |
| No More Mr. Nice Guy                         | Alice Cooper                | Сцена поездки                                                                   | 10. «Тёмная»                              |
| Back in Black                                | AC/DC                       | Титры                                                                           | 10. «Тёмная»                              |
| (I Just) Died in Your Arms                   | Cutting Crew                | Сцена в начале серии                                                            | 19. «Снова дома»                          |
| Daddy Cool                                   | Boney M.                    | Титры                                                                           | 21. «Семья»                               |
| Take on me                                   | A-ha                        | Сцена драки в банке спермы                                                      | 22. «Третья кабинка»                      |
| Rock Your Baby                               | George McCrae               | Титры                                                                           | 22. «Третья кабинка»                      |
| Crimson & Clover                             | Joan Jett & the Blackhearts | Сцена возвращения мертвого отца Эша домой                                       | 23. «Похоже мертв»                        |
| Christmas Time Is Here                       | Vince Guaraldi Trio         | Сцена возвращения Эша с отцом в прошлое                                         | 24. «Незавершенное дело»                  |
| You Said a Bad Word                          | Joe Tex                     | Титры                                                                           | 24. «Незавершенное дело»                  |
| The Passenger                                | Iggy Pop                    | Титры                                                                           | 25. «Беречь от детей»                     |
| Evil Woman                                   | Lou Rawls                   | Титры                                                                           | 26. «Байки из трещины»                    |
| Party Till We Die (feat. MAKJ & Andrew W.K.) | Timmy Trumpet               | Сцена демонстрирования дискотеки                                                | 27. «Дискотека»                           |
| Ding Dong                                    | Damien N-Drix               | Сцены резни на дискотеке                                                        | 27. «Дискотека»                           |
| (Don’t Fear) the Reaper                      | Blue Öyster Cult            | Титры                                                                           | 27. «Дискотека»                           |
| Save the Last Dance for Me                   | The Drifters                | Сцена поездки в фургоне                                                         | 28. «Треснул мир напополам»               |
| Kick Out the Jams                            | MC5                         | Сцена езды на Delta 88 в загробном мире                                         | 28. «Треснул мир напополам»               |
| Dirty Deeds Done Dirt Cheap                  | AC/DC                       | Титры                                                                           | 28. «Треснул мир напополам»               |
| Stormbringer                                 | Deep Purple                 | Сцена поездки Эша навстречу к Руби (29 серия) Сцена поездки на танке (30 серия) | 29. «Судный день» 30. «Крепость человека» |
| Human                                        | Rag’N’Bone Man              | Титры                                                                           | 29. «Судный день»                         |
| Space Truckin'                               | Deep Purple                 | Заключительная сцена / титры                                                    | 30. «Крепость человека»                   |